# Керченский пролив
Ке́рченский проли́в (укр. Керченська протока, крымскотат. Керич богъазы, Keriç boğazı) — пролив, принадлежащий акватории Азовского моря и соединяющий его с Чёрным морем.
Западным берегом пролива является Керченский полуостров Крыма, восточным — Таманский полуостров. Пролив является границей между Европой и Азией. Ширина пролива — от 4,5 до 15 км. Наибольшая глубина — 18 метров. Важнейший порт — город Керчь.
В конце XVIII — начале XX веков пролив также называли Таврическим, Еникальским, Керчь-Еникальским. Древние греки называли его Боспор Киммерийский (др.-греч. Βόσπορος Κιμμέριος), где Βόσπορος это «коровий брод», а Κιμμέριος дано по имени древнего народа киммерийцев. В других источниках назывался Киммерийский Босфор (Босфор Киммерийский).
Керченский пролив является зоной промысла многих видов рыб. Основной сезон отлова рыбы начинается в конце осени и длится несколько месяцев.

## История

### Античная мифология
Еврипид описывает, как со стороны Тавриды (Крыма) пролив переплывает гонимая оводом Ио — возлюбленная Зевса, которую богиня Гера превратила в корову.
Эсхил называет переправу через пролив «Коровий брод» (греч. Βόσπορος, то есть Боспорос, Боспор, Босфор).
В своих «Жизнеописаниях» Плутарх, ссылаясь на Гелланика, сообщает, что амазонки переправлялись через Боспор Киммерийский по льду.

### Античная история и география
О том, что кочевники зимой переходили пролив по льду, известно из «Истории» Геродота. В VI веке до н. э. греки-ионийцы основали на западном берегу пролива город Пантикапей — будущую столицу Боспорского царства на месте нынешней Керчи.

Геродотом дважды упомянуты Киммерийские переправы.
Во II веке до н. э. на льду пролива со стороны Меотидского озера (Азовского моря) состоялось сражение между армией царя Митридата VI Евпатора под предводительством полководца Неоптолема и варварами:

Лед в этих местах столь крепок у устья Меотидского озера (то есть в керченском проливе), что в том месте, где зимою военачальник Митридата победил варваров в конной битве на льду, он же разбил в морском сражении тех же варваров летом, когда лед растаял.— Страбон, II, 1, 6

Рассказывают, что полководец Митридата Неоптолем в одном и том же проливе летом разбил варваров в морском бою, а зимою в конном.— Страбон, VII, 3, 18
Скорее всего, разбито было племя ахеян, проживавших на территории современного Краснодарского края и обладавших войском и пиратским флотом.

Вход в Меотиду называется Киммерийским Боспором; начинается он с довольно значительной ширины, именно около семидесяти стадиев, где и переправляются из окрестностей Пантикапея в ближайший азиатский город Фанагорию, а оканчивается гораздо более узким проливом. Этот проход отделяет Европу от Азии…— Страбон, VII, 4, 5

### Новое время
Во время русско-турецкой войны 1787—1791 годов в Керченском проливе 8 июля 1790 года состоялось морское сражение между флотами Российской и Османской империй, в ходе которого русская эскадра под командованием контр-адмирала Ушакова одержала победу, и не позволила Османской империи высадить свои войска в Крыму.
В 1792 году на острове Фанагория (Таманский полуостров) премьер-майором Христофором Розенбергом был найден Тмутараканский камень и передан адмиралу П. В. Пустошкину, надпись на котором гласила: «Въ лѣто ҂ѕф҃ѻѕ индикта ѕ҃ глѣбъ князь мѣрилъ мо<ре> по ледꙋ ѿ тъмꙋтороканѧ до кърчева ҂і҃ и ҂д҃ сѧже<нъ>» («В лето 6576 (1068) индикта 6 Глеб князь мерил море по льду от Тмутаракани до Корчева — десять тысяч и четыре тысячи сажен»).

### XX век

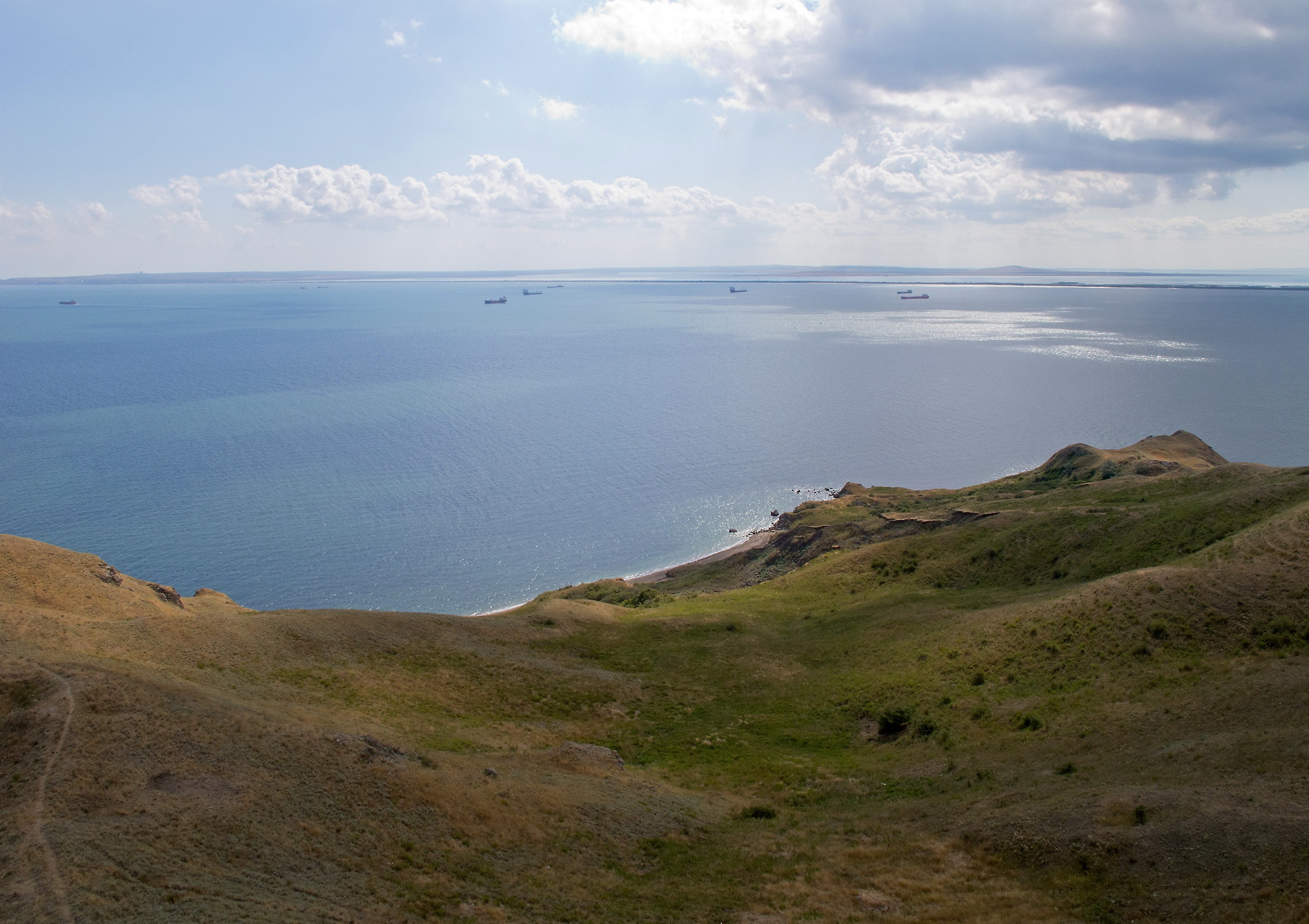
Керченский пролив. Вид с Еникальского маяка

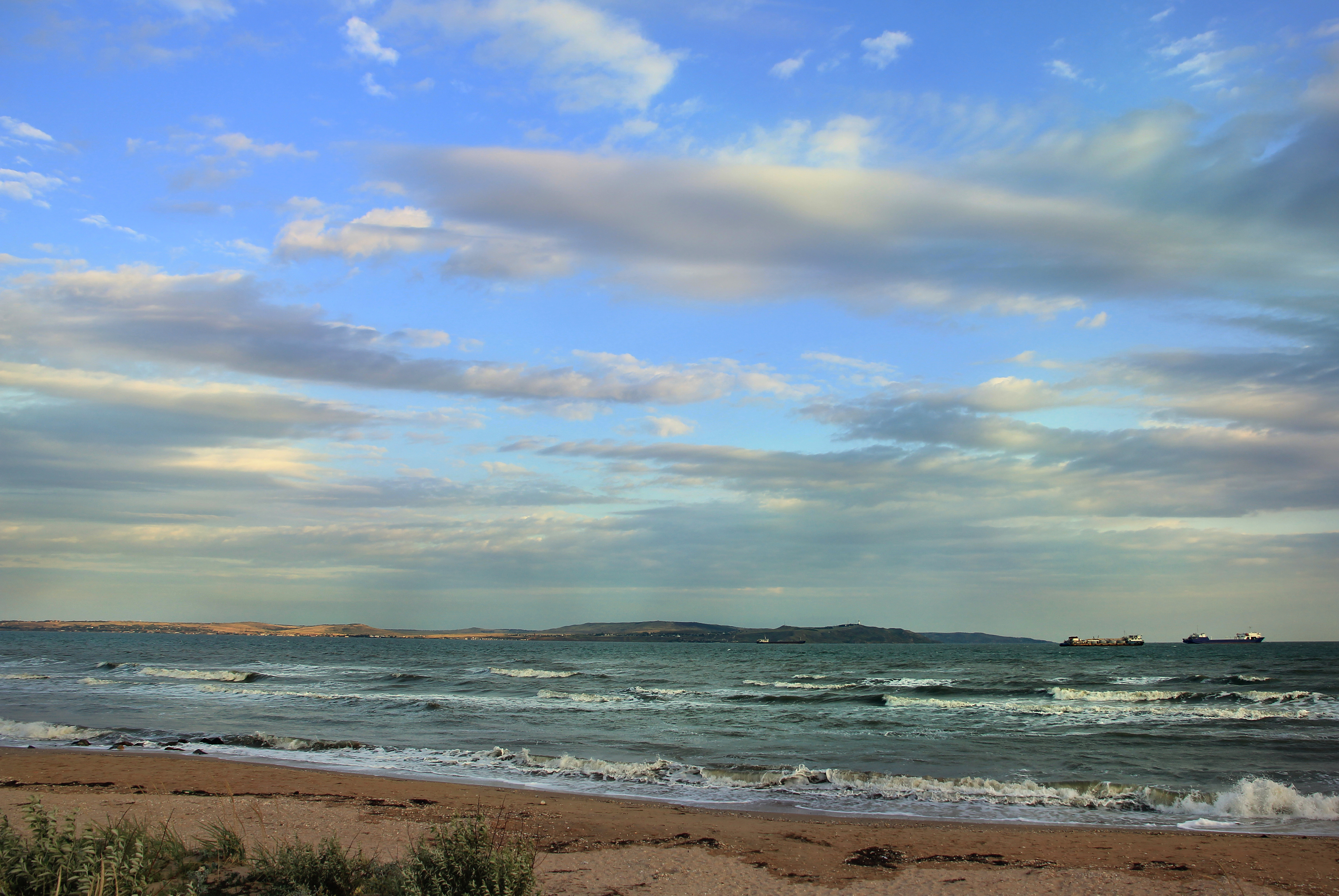
Керченский пролив. Вид на порт в Крыму

В апреле 1944 года началось строительство железнодорожного моста через пролив. 115 однотипных пролётов по 27,1 м, поворачивающееся на средней опоре 110-метровое пролётное строение двойного судоходного отверстия над фарватером для прохода крупных судов, эстакады у берега и дамба составили полную длину мостового перехода. Строительство завершилось осенью того же года «к празднику 27-й годовщины Великой Октябрьской революции». Строительство велось из трофейных материалов, оставшихся после отступления немецких войск, которые намеревались по мосту переправлять свои вооружённые силы из Крыма на основную часть РСФСР. Впрочем, есть сведения, что строительство моста планировалось советским руководством ещё до войны и часть конструкций моста заказывалась как раз в Германии. Так как мост не имел ледорезов, в феврале 1945 года льдом из Азовского моря было повреждено около 30 % опор. Буквально за несколько дней до разрушения по мосту возвращался поезд советской делегации с Ялтинской конференции. Мост восстанавливать не стали, а уцелевшие части были ликвидированы, так как являлись препятствием для судоходства.
Вместо разрушенного моста в 1953 году была открыта Керченская паромная переправа. Её длина составляет 2,5 мили (4,6 км), она соединяет Крым и Краснодарский край (линия Порт Крым — Порт Кавказ). В работе переправы участвовали четыре железнодорожных парома: «Заполярный», «Северный», «Южный» и «Восточный». Позднее в эксплуатацию были введены три автомобильных парома: «Керченский-1», «Керченский-2» и «Ейск».
В конце 1980-х годов в связи со старением железнодорожных паромов была прекращена перевозка пассажирских, а затем и товарных поездов через пролив. Из-за проблем с финансированием новые паромы для переправы построены не были, и в течение почти 15 лет переправа служила только для перевозки автомобилей. Неоднократно предлагались проекты строительства нового моста через Керченский пролив, но из-за дороговизны они не получили дальнейшего развития.

### XXI век

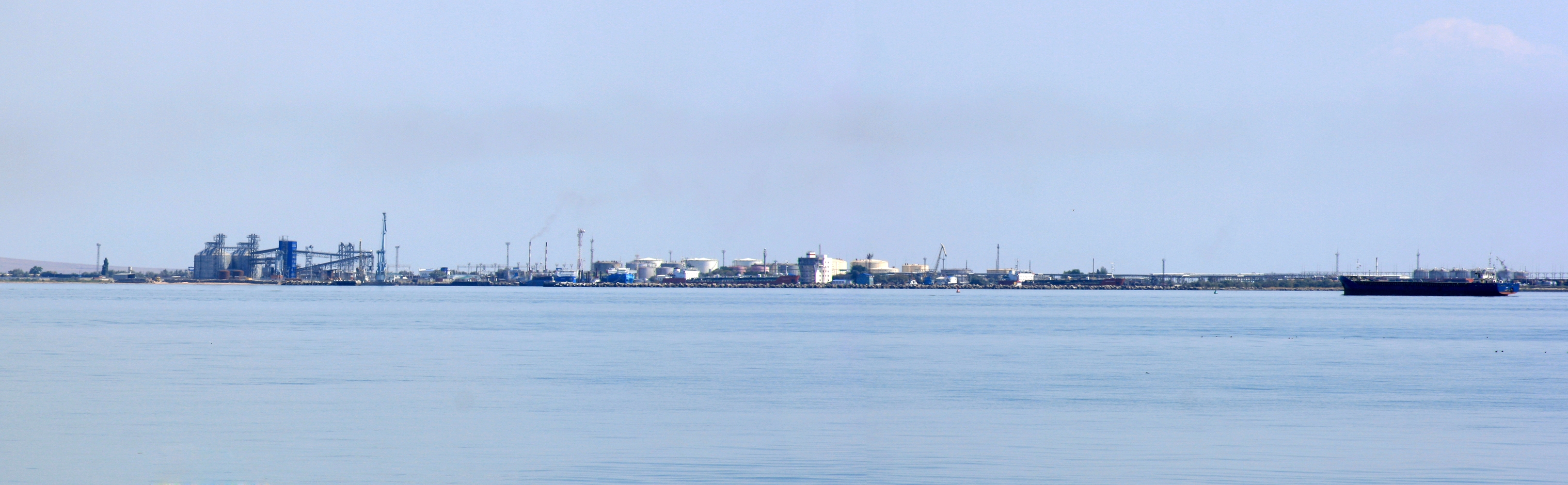
Керченский пролив. Порт Кавказ, вид с крымского берега

В 2003 году Керченский пролив оказался в центре территориального спора между Россией и Украиной после того, как власти Краснодарского края начали в спешном порядке возводить дамбу от крайней точки Таманского полуострова в сторону острова Тузла, бывшего ранее частью Тузлинской косы. Конфликт удалось решить после вмешательства президентов — строительство дамбы остановили в сотне метров от острова Тузла. В 2003 году был подписан договор РФ и Украины о сотрудничестве в использовании Азовского моря и Керченского пролива, объявивший пролив «историческими внутренними водами Российской Федерации и Украины». В 2004 году на переговорах двух стран уже шла речь о подготовке документов о поэтапном разграничении — сначала Азовского моря, затем пролива. Однако этого так и не произошло — Россия не желала украинского контроля над судоходным Керчь-Еникальским каналом. Украина же исходила из того, что разделение должно происходить на основании административной границы РСФСР и Украинской ССР, что относило бы канал к Украине.
Осенью 2007 года во время сильнейшего шторма в Керченском проливе затонуло несколько кораблей, в море вылилось несколько тонн мазута, тем самым был нанесён вред акватории Керченского пролива.
В 2012 году была выдвинута попытка решить вопрос о разграничении пролива путём совместного управления Керчь-Еникальским каналом (через российско-украинскую корпорацию), однако развития эта идея не получила, а на Украине её расценили как неоправданную уступку России.
После российской аннексии Крыма
После аннексии Крыма Россия рассматривает Керченский пролив как часть своих территориальных вод и де-факто регулирует судоходство в нём, тогда как Украина, не признающая российскую аннексию не признаёт и заявленный полный суверенитет России над Керченским проливом, по-прежнему рассматривая его как воды двух стран. Переговоры о разграничении пролива стали невозможны, тем не менее на фоне обострения конфликта вокруг пролива в начале 2018 года Украина предпринимает шаги по одностороннему разграничению российской и украинской частей пролива, идущие вразрез с позицией РФ. 25 ноября 2018 года в проливе произошёл инцидент, в ходе которого Вооружённые силы РФ и корабли Береговой охраны Пограничной службы ФСБ России с применением оружия произвели перехват группы кораблей Военно-морских сил Украины с заданного им командованием курса и отвели в Керченский порт.

## Разлив мазута в Керченском проливе (2024)
15 декабря 2024 года в Керченском проливе произошёл разлив мазута в результате крушения двух нефтяных танкеров во время шторма.
Катастрофа привела к гибели дельфинов и птиц.

## Транспортная инфраструктура
На берегах Керченского пролива расположены Керченский торговый порт, порт Камыш-Бурун, порт Крым и порт Кавказ. Между берегами пролива действует сухопутное автомобильное и железнодорожное сообщение, обеспечиваемое Крымским мостом. Керченский пролив имеет недостаточную глубину для прохождения больших судов, поэтому для обеспечения судоходства в конце XIX века в проливе был прорыт Керчь-Еникальский канал. Порты пролива соединены с ним подходными каналами. Также Керчь-Еникальский канал обеспечивает судоходство между Чёрным и Азовским морями.